# Campino
Campino (* jako Andreas Frege; 22. června 1962 Düsseldorf, Německo) je německý zpěvák, skladatel a herec. V letech 1978-1981 byl členem skupiny ZK. Od roku 1982 zpívá se skupinou Die Toten Hosen. Svou největší hereckou roli si zahrál ve filmu Přestřelka v Palermu.